# غييرمو كوريا
غييرمو كوريا (بالإسبانية: Guillermo Coria)‏ هو لاعب تنس أرجنتيني ولد في 13 يناير 1982 مختص بالأراضي الترابية ولعب في نهائي دورة رولان جاروس الدولية عام 2004 وخسر أمام غاستون غاوديو بعدما تعرض لإصابة ومن ثم انتكست مسيرته وحامل لقب بطولة هامبورغ للماسترز ولقب بطولة بيونس ايرس وكان المصنف الثالث على العالم ولو لا الإصابة الخطيرة التي المت به لكان له شان ومكان اخر ضمن لاعبي كرة المضرب لانه لاعب زكي وقوي وسريع
بلإضافة انه هزم نادال مرة واحدة ولديه رقم قياسي بعدد مرات الفوز على الأراضي الترابية وهو 31 فوز دون خسارة أي مجموعة لكن الإصابة اوقفت هذا الاعب وهو في قمة العطاء وبدا يعود من خلال المشاركة في بطولات صغيرة من اجل استرجاع الياقة التي كانت لا تقارن بلياقة أقوى لاعبين التنس الحاليين

## روابط خارجية
- غييرمو كوريا على موقع رابطة محترفي التنس (الإنجليزية)
- غييرمو كوريا على موقع الاتحاد الدولي لكرة المضرب (الإنجليزية)
- غييرمو كوريا على موقع كأس ديفيز (الإنجليزية)
- غييرمو كوريا على موقع خلاصة التنس.كوم (الإنجليزية)
- غييرمو كوريا على موقع إي إس بي إن.كوم (الإنجليزية)